# Lycianthes armentalis
Lycianthes armentalis är en potatisväxtart som beskrevs av J.L. Gentry. Lycianthes armentalis ingår i Himmelsögonsläktet som ingår i familjen potatisväxter. Inga underarter finns listade i Catalogue of Life.